# Hoa hậu Sắc đẹp Quốc tế 2023
Hoa hậu Sắc đẹp Quốc tế 2023 là cuộc thi Hoa hậu Sắc đẹp Quốc tế lần đầu tiên  được tổ chức tại Nhà hát Hòa Bình, Quận 10, Thành phố Hồ Chí Minh, Việt Nam vào ngày 16 tháng 2 năm 2023. Năm nay có 38 thí sinh tranh tài. Người chiến thắng đầu tiên của cuộc thi là Luma Russo đến từ Brazil, cô được chủ tịch cuộc thi trao vương miệng, cô Trần Ngọc Lan Khuê.

## Thông tin cuộc thi
- Năm 2019, cuộc thi được công ty Elite Model Management Việt Nam, đứng đầu là bà Nguyễn Thị Thúy Nga lần đầu công bố với tên gọi "Miss Charm International" (về sau được gọi tắt là Miss Charm). Chiều ngày 08 tháng 10 năm 2019, Ban tổ chức cuộc thi đã có buổi trao đổi cùng báo chí, chính thức công bố Việt Nam sẽ là quốc gia đăng cai cuộc thi này. Nhưng do những ảnh hưởng tiêu cực của đại dịch Covid-19, cuộc thi phải hoãn lại nhiều lần.
- Ngày 17 tháng 11 năm 2022, Ban tổ chức Hoa hậu Sắc đẹp Quốc tế chính thức thông báo đến người hâm mộ trên thế giới về buổi họp báo chính thức khởi động lại cuộc thi, với sự góp mặt của những đại diện đến từ các nước khu vực Châu Á tại khách sạn Lotte Hotel Saigon, Thành phố Hồ Chí Minh, Việt Nam.[1]

| Ngày       | Sự kiện/Phần thi       | Địa điểm tổ chức                                                              |
| ---------- | ---------------------- | ----------------------------------------------------------------------------- |
| 4 tháng 2  | Chụp ảnh Glamshot      | Khu phức hợp The Grand Hồ Tràm Strip, huyện Xuyên Mộc, tỉnh Bà Rịa - Vũng Tàu |
| 4 tháng 2  | Lễ trao sash           | Khu phức hợp The Grand Hồ Tràm Strip, huyện Xuyên Mộc, tỉnh Bà Rịa - Vũng Tàu |
| 6 tháng 2  | Giải Mini Golf         | Khu phức hợp The Grand Hồ Tràm Strip, huyện Xuyên Mộc, tỉnh Bà Rịa - Vũng Tàu |
| 6 tháng 2  | Chụp hình áo tắm       | Khu phức hợp The Grand Hồ Tràm Strip, huyện Xuyên Mộc, tỉnh Bà Rịa - Vũng Tàu |
| 8 tháng 2  | Hội thảo               | Đại Học Greenwich Việt Nam, Tân Bình, Thành phố Hồ Chí Minh                   |
| 9 tháng 2  | Phần thi áo tắm        | Khách sạn Lotte Hotel Saigon, Quận 1, Thành phố Hồ Chí Minh                   |
| 11 tháng 2 | Phần thi phỏng vấn kín | Không công bố                                                                 |
| 13 tháng 2 | Đêm bán kết            | Phim trường BHD, Thủ Đức, Thành phố Hồ Chí Minh                               |
| 16 tháng 2 | Đêm chung kết          | Nhà hát Hòa Bình, Quận 10, Thành phố Hồ Chí Minh                              |

## Kết quả

### Thứ hạng
| Kết quả                      | Thí sinh |
| ---------------------------- | --- |
| Hoa hậu Sắc đẹp Quốc tế 2023 | - Brazil – Luma Russo |

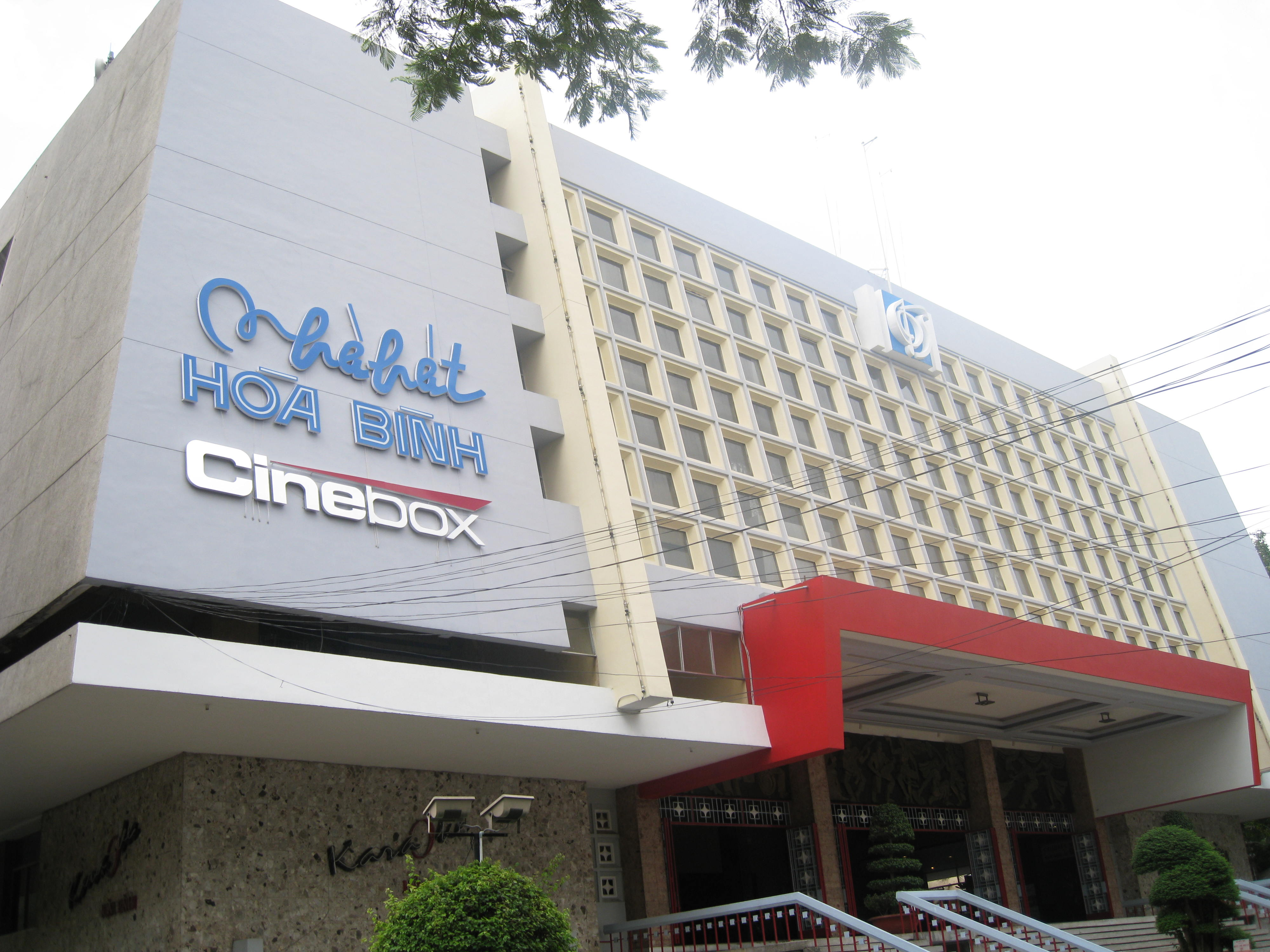
Nhà hát Hòa Bình, địa điểm chính thức diễn ra cuộc thi Hoa hậu Sắc đẹp Quốc tế 2023.

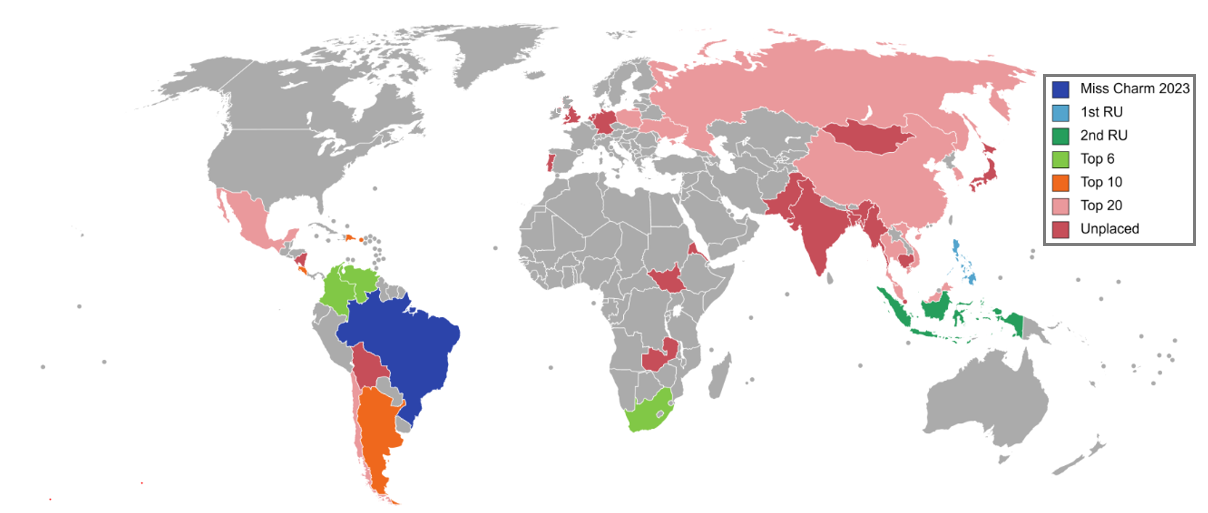
Kết quả chung cuộc của cuộc thi Hoa hậu Sắc đẹp Quốc tế 2023.

| Á hậu 1                      | - Philippines – Annabelle Mae McDonnell |
| Á hậu 2                      | - Indonesia – Olivia Tan § |
| Top 6                        | - Colombia – Juliana Habib Lorduy - Nam Phi – Luyanda Zuma - Venezuela – Lady Di Mosquera |
| Top 10                       | - Argentina – Julieta García - Costa Rica – Andrea Montero - Cộng hòa Dominica – Valentina Campion Capois - Puerto Rico – Alejandra Pagán Crespo |
| Top 20                       | - Chile – Anahí Hormazabal Garay - Trung Quốc – Li Mengli - Hàn Quốc – Larissa Han - Malaysia – Shannen Jade Totten - Mexico – Ana Karen Bustos González - Ba Lan – Sylwia Bober - Nga – Anna Baksheeva - Thái Lan – Patitta Suntivijj - Ukraine – Anastasiia Panova - Việt Nam – Đặng Dương Thanh Thanh Huyền |

§: Thí sinh được vào thẳng Top 10 do chiến thắng giải thưởng Miss Blockcharm.

### Thứ tự công bố
| 1. Argentina 2. Brazil 3. Chile 4. Trung Quốc 5. Colombia 6. Costa Rica 7. Cộng hòa Dominica 8. Indonesia 9. Hàn Quốc 10. Malaysia 11. Mexico 12. Venezuela 13. Ukraine 14. Thái Lan 15. Nam Phi 16. Nga 17. Puerto Rico 18. Ba Lan 19. Philippines 20. Việt Nam | 1. Venezuela 2. Nam Phi 3. Brazil 4. Argentina 5. Puerto Rico 6. Colombia 7. Philippines 8. Costa Rica 9. Indonesia 10. Cộng hòa Dominica | 1. Venezuela 2. Colombia 3. Brazil 4. Philippines 5. Nam Phi 6. Indonesia | 1. Indonesia 2. Philippines 3. Brazil |

### Các giải thưởng phụ
| Giải thưởng                      | Chiến thắng                                    |
| -------------------------------- | ---------------------------------------------- |
| Trang phục dạ hội đẹp nhất       | - Venezuela – Lady Di Mosquera                 |
| Trang phục truyền thống đẹp nhất | - Campuchia – By Sotheary                      |
| Trình diễn áo tắm đẹp nhất       | - Colombia – Juliana Habib Lorduy              |
| Miss Blockcharm                  | - Indonesia – Olivia Tan                       |
| Trình diễn áo dài đẹp nhất       | - Nam Sudan – Bulkoch Aluong Ayuel Parmena     |
| BingX Vote                       | - Cộng hòa Dominica – Valentina Campion Capois |
| Fan Vote                         | - Mông Cổ – Myagmarnaran Munkhbold             |
| Hoa hậu Ảnh                      | - Cộng hòa Dominica – Valentina Campion Capois |
| Hoa hậu Truyền thông             | - Thái Lan – Patitta Suntivijj                 |
| Hoa hậu Du lịch                  | - Việt Nam – Đặng Dương Thanh Thanh Huyền      |
| Hoa hậu có hình thể đẹp nhất     | - Ba Lan – Sylwia Bober                        |

## Chương trình

### Format
Vào ngày 30 tháng 1, Ban tổ chức Hoa hậu Sắc đẹp Quốc tế chính thức xác nhận format của lần tổ chức đầu tiên. Theo đó, sẽ có 20 thí sinh được xếp hạng trong đêm chung kết dựa vào phần trình diễn ở đêm bán kết cũng như phần thi phỏng vấn kín. Top 20 sẽ tham gia phần thi áo tắm trước khi 9 thí sinh được lựa chọn bởi Hội đồng giám khảo cùng người chiến thắng giải "Miss Blockcharm" để tham gia phần thi trang phục dạ hội. Sau đó, 6 thí sinh được lựa chọn sẽ thực hiện phần thi ứng xử để quyết định 2 Á hậu cũng như Hoa hậu.

### Hội đồng giám khảo
- Nguyễn Thị Thúy Nga – Chủ tịch Công ty Elite Vietnam, Trưởng Ban Giám Khảo
- Trần Ngọc Lan Khuê – Giải Vàng Siêu mẫu Việt Nam 2013, Hoa khôi Áo dài Việt Nam 2014
- Mimi Morris – Tỷ phú người Mỹ gốc Việt
- Audrey Hiếu Nguyễn – Nhà thiết kế thời trang người Việt (với tư cách giám khảo vòng bán kết)
- Lê Hoàng Hải – Nhà thiết kế thời trang người Việt (với tư cách giám khảo vòng bán kết)
- Ricardo Patraca – Nhà chế tác kim hoàn và vương miện người Mexico (với tư cách giám khảo vòng bán kết)
- Mireia Lalaguna – Hoa hậu Thế giới 2015 đến từ Tây Ban Nha (với tư cách giám khảo vòng chung kết)
- Natalie Glebova – Hoa hậu Hoàn vũ 2005 đến từ Canada (với tư cách giám khảo vòng chung kết)
- Ikumi Yoshimatsu – Hoa hậu Quốc tế 2012 đến từ Nhật Bản (với tư cách giám khảo vòng chung kết)
- Irene Zhao – Siêu mẫu người Singapore (với tư cách giám khảo vòng chung kết)

### Sự kiện/phần thi

#### Miss Blockcharm
Thí sinh chiến thắng giải thưởng do người hâm mộ bình chọn này sẽ được đặc cách lọt thẳng vào Top 10 chung cuộc. Người hâm mộ có thể bình chọn cho các thí sinh bằng cách thức tải ví blockchain, nhận token bình chọn hoặc truy cập vào website của cuộc thi.
| Hạng | 3 tháng 2         | 4 tháng 2  | 4 tháng 2   | 5 tháng 2         | 6 tháng 2         | 7 tháng 2         |
| Hạng | NFT               | Airdrop    | NFT         | NFT               | NFT               | NFT (Sáng)        |
| ---- | ----------------- | ---------- | ----------- | ----------------- | ----------------- | ----------------- |
| 1    | Mexico            | Chile      | Philippines | Indonesia         | Indonesia         | Cộng hòa Dominica |
| 2    | Pakistan          | Ấn Độ      | Mexico      | Cộng hòa Dominica | Cộng hòa Dominica | Indonesia         |
| 3    | Trung Quốc        | Indonesia  | Việt Nam    | Chile             | Ấn Độ             | Chile             |
| Hạng | 7 tháng 2         | 8 tháng 2  | 9 tháng 2   | 10 tháng 2        | 11 tháng 2        | 16 tháng 2        |
| Hạng | NFT (Tối)         | NFT        | NFT         | NFT               | NFT               | NFT               |
| 1    | Trung Quốc        | Indonesia  | Mexico      | Mexico            | Cộng hòa Dominica | Indonesia         |
| 2    | Indonesia         | Chile      | Indonesia   | Indonesia         | Mexico            | Việt Nam          |
| 3    | Cộng hòa Dominica | Trung Quốc | Chile       | Bangladesh        | Indonesia         | Chile             |

#### Giải Mini Golf
Vào ngày 6 tháng 2, các thí sinh của cuộc thi đã tham gia sự kiện "Mini Golf Tour" tại The Bluffs Grand Ho Tram Strip. Hai đại diện đến từ Chile và Venezuela là Anahí Hormazabal Garay và Lady Di María Mosquera Hernandez đã giành chiến thắng cho hai giải thưởng đặc biệt của sự kiện là "Thí sinh có cú đánh Golf đẹp nhất" và "Thí sinh có cú đánh Golf xa nhất" với phần thưởng cho mỗi giải lên đến 1800$.

#### Phần thi áo tắm
Vào ngày 9 tháng 2, các thí sinh của cuộc thi đã tham gia phần thi áo tắm tại khách sạn Lotte Hotel Saigon. Đại diện của Colombia là Juliana Habib Lorduy đã xuất sắc chiến thắng giải "Trình diễn áo tắm đẹp nhất".
| Kết quả     | Thí sinh |
| ----------- | --- |
| Chiến thắng | - Colombia – Juliana Habib Lorduy                                                                           |
| Top 5       | - Ba Lan – Sylwia Bober - Nga – Anna Baksheeva - Ukraine – Anastasiia Panova - Venezuela – Lady Di Mosquera |

## Thí sinh tham gia
Cuộc thi có tổng cộng 38 thí sinh chính thức tham gia:
| Quốc gia/Vùng lãnh thổ | Thí sinh                     | Tuổi | Quê quán         |
| ---------------------- | ---------------------------- | ---- | ---------------- |
| Argentina              | María Julieta García         | 24   | Bahia Blanca     |
| Bangladesh             | Jessia Islam Maisha          | 23   | Dhaka            |
| Bolivia                | Alondra Mercado Campos       | 21   | Trinidad         |
| Brazil                 | Luma Russo                   | 27   | Belo Horizonte   |
| Campuchia              | Sotheary By                  | 24   | Phnôm Pênh       |
| Chile                  | Anahí Hormazabal Garay       | 25   | Santiago         |
| Trung Quốc             | Li Mengli                    | 25   | Hà Nam           |
| Colombia               | Juliana Habib Lorduy         | 22   | Montería         |
| Costa Rica             | Andrea Montero               | 22   | Limón            |
| Cộng hòa Dominica      | Valentina Campion Capois     | 22   | Samaná           |
| Anh                    | Paige Loren Cannon James     | 18   | Liverpool        |
| Eritrea                | Winta Resom Tesfay           | 28   | Asmara           |
| Đức                    | Tamila Lambrecht             | 21   | Oebisfelde       |
| Ấn Độ                  | Satakshi Bhanot              | 25   | New Delhi        |
| Indonesia              | Olivia Tan Aten              | 29   | Jakarta          |
| Nhật Bản               | Ruri Saji                    | 28   | Niigata          |
| Hàn Quốc               | Larissa Han                  | 29   | Seoul            |
| Malaysia               | Shannen Jade Totten          | 28   | Kuala Lumpur     |
| Mexico                 | Ana Karen Bustos González    | 25   | San Luis Potosi  |
| Mông Cổ                | Myagmarnaran Munkhbold       | 23   | Ulaanbaatar      |
| Myanmar                | May Tha Zin Oo               | 21   | Myitkyina        |
| Hà Lan                 | Elize Joanne De Jong         | 27   | Rotterdam        |
| Nicaragua              | Isabella Salgado             | 26   | Chinandega       |
| Pakistan               | Roma Michael                 | 27   | Lahore           |
| Philippines            | Annabelle Mae McDonnelll     | 22   | Iligan           |
| Ba Lan                 | Sylwia Bober                 | 24   | Biłgoraj         |
| Bồ Đào Nha             | Andreia Correia              | 24   | Lisboa           |
| Puerto Rico            | Alejandra Pagán Crespo       | 23   | Vega Baja        |
| Nga                    | Anna Baksheeva               | 21   | Moscow           |
| Singapore              | Olivia Dewi Cinta Higgins    | 28   | Singapore        |
| Nam Phi                | Luyanda Zuma                 | 21   | Pietermaritzburg |
| Nam Sudan              | Bulkoch Aluong Ayuel Parmena | 29   | Juba             |
| Thái Lan               | Patitta Suntivijj            | 29   | Băng Cốc         |
| Ukraine                | Anastasiia Panova            | 28   | Kiev             |
| Venezuela              | Lady Di Mosquera             | 22   | Carora           |
| Việt Nam               | Đặng Dương Thanh Thanh Huyền | 26   | Khánh Hòa        |
| Wales                  | Olivia Harris                | 20   | Magor            |
| Zambia                 | Grace Mwila                  | 26   | Lusaka           |

### Số thí sinh tham gia của các châu lục
| \| Châu lục \| Châu lục \| \| \| Số thí sinh (%) \| \| Châu Phi \| Châu Phi \| \| 4 (10,53%) \| 4 (10,53%) \| \| Châu Á \| Châu Á \| \| 15 (39,47%) \| 15 (39,47%) \| \| Châu Âu \| Châu Âu \| \| 8 (21,05%) \| 8 (21,05%) \| \| Bắc Mỹ \| Bắc Mỹ \| \| 5 (13,16%) \| 5 (13,16%) \| \| Nam Mỹ \| Nam Mỹ \| \| 6 (15,79%) \| 6 (15,79%) \| \| Châu Đại Dương \| Châu Đại Dương \| \| 0 (0,00%) \| 0 (0,00%) \| |                |  |             |                 |
| Châu lục | Châu lục       |  |             | Số thí sinh (%) |
| Châu Phi | Châu Phi       |  | 4 (10,53%)  | 4 (10,53%)      |
| Châu Á | Châu Á         |  | 15 (39,47%) | 15 (39,47%)     |
| Châu Âu | Châu Âu        |  | 8 (21,05%)  | 8 (21,05%)      |
| Bắc Mỹ | Bắc Mỹ         |  | 5 (13,16%)  | 5 (13,16%)      |
| Nam Mỹ | Nam Mỹ         |  | 6 (15,79%)  | 6 (15,79%)      |
| Châu Đại Dương | Châu Đại Dương |  | 0 (0,00%)   | 0 (0,00%)       |

## Tham dự cuộc thi sắc đẹp quốc tế khác
| Quốc gia/Vùng lãnh thổ | Thí sinh               | Cuộc thi                      | Thứ hạng       | Đại diện          |
| ---------------------- | ---------------------- | ----------------------------- | -------------- | ----------------- |
| Argentina              | Julieta García         | Miss Universe 2021            | Không đạt giải | Argentina         |
| Bangladesh             | Jessia Islam           | Miss World 2017               | Top 40         | Bangladesh        |
| Bangladesh             | Jessia Islam           | Miss Grand International 2024 | Không đạt giải | Bangladesh        |
| Bolivia                | Alondra Mercado        | Miss World 2021               | Không đạt giải | Bolivia           |
| Campuchia              | Sotheary By            | Miss Universe 2017            | Không đạt giải | Campuchia         |
| Trung Quốc             | Li Mengli              | Miss World 2023               | Không đạt giải | Ma Cao            |
| Chile                  | Anahi Hormazabal Garay | Miss World 2018               | Top 30         | Chile             |
| Cộng hòa Dominica      | Valentina Campion      | The Miss Globe 2021           | Top 15         | Cộng hòa Dominica |
| Eritrea                | Winta Resom Tesfay     | Miss Global 2022              | Không đạt giải | Eritrea           |
| Đức                    | Tamila Lambrecht       | Miss Supertalent 2022         | Top 15         | Thụy Sĩ           |
| Indonesia              | Olivia Aten            | Miss Global 2022              | Top 13         | Indonesia         |
| Nhật Bản               | Ruri Saji              | Miss Grand International 2020 | Top 20         | Nhật Bản          |
| Mexico                 | Karen Bustos           | Miss Earth 2017               | Không đạt giải | Mexico            |
| Hà Lan                 | Elize Joanne De Jong   | Miss Global Beauty Queen 2016 | Á hậu 2        | Hà Lan            |
| Hà Lan                 | Elize Joanne De Jong   | Miss International 2019       | Top 15         | Hà Lan            |
| Nicaragua              | Isabella Salgado       | Miss Grand International 2024 | Không đạt giải | Nicaragua         |
| Pakistan               | Roma Michael           | Miss Grand International 2024 | Không đạt giải | Pakistan          |
| Bồ Đào Nha             | Andreia Correia        | Miss Aura International 2020  | Hoa hậu        | Bồ Đào Nha        |
| Bồ Đào Nha             | Andreia Correia        | Miss Intercontinental 2021    | Không đạt giải | Bồ Đào Nha        |
| Bồ Đào Nha             | Andreia Correia        | Miss Universe 2024            | Không đạt giải | Bồ Đào Nha        |
| Nga                    | Anna Baksheeva         | Miss Earth 2019               | Top 10         | Nga               |
| Ukraine                | Anastasiia Panova      | Miss Eco International 2022   | Không đạt giải | Ukraine           |
| Ukraine                | Anastasiia Panova      | Miss Cosmo 2024               | Không đạt giải | Ukraine           |
| Wales                  | Olivia Harris          | Miss World 2021               | Không đạt giải | Wales             |

## Chú ý

### Các thí sinh rút lui trước đó
| - Albania – Adela Cani - Armenia – Monika Grigoryan - Canada – Kelsey Johnson - Cuba – Bárbara Adelina de León Albriza - Cộng hòa Séc – Mariana Bečková - Đan Mạch – Anne Dalum - Ecuador – Dayar Mercedes Olmedo Rubio - Ethiopia – Bitaniya Yosef - Phần Lan – Riikka Uusitalo - Haiti – Cassandra Chéry - Iran – Sonia Beytoushi Anvar Saleh - Ireland – Katie O'Connor - Israel – Chen Shaul | - Kenya – Roshanara Ebrahim - Lithuania – Nastya Solovey - Namibia – Jessica Mundie Uiras - New Zealand – Tamanna Feroz - Nigeria – Aramide Lopez - Panama – Emilie Gabriella Guzmán - Paraguay – Aniele Carolina Rockenbach - Peru – Romina Lozano - Romania – Bianca Tirsin - Tây Ban Nha – Andrea de las Heras - Tanzania – Greatness Nkuba - Hoa Kỳ – Alyssa Klinzing |

### Thay thế
- Argentina – Marilyn Weis đã được thay thế bởi María Julieta García.
- Brazil – Ariely Stoczynski đã được thay thế bởi Luma Russo.
- Trung Quốc – Aurora Wang fue đã được thay thế bởi Li Mengli.
- Colombia – Mariana Jaramillo Córdoba được thay thế bởi Kimberly Hooker Naranjo lần lượt được thay thế bởi Juliana Habib Lorduy.
- Costa Rica – Karina Ramos được thay thế bởi Tamara Dal Maso Gardela lần lượt được thay thế bởi Andrea Montero.
- Cộng hòa Dominica – Aletxa Marie Mueses Santana đã được thay thế bởi Valentina Campion Capois.
- Anh – Bhasha Mukherjee đã được thay thế bởi Paige Loren Cannon James.
- Indonesia – Putri Mentari Sitanggang đã được thay thế bởi Olivia Tan Aten.
- Mexico – Yuridia Durán được thay thế bởi Ana Karen Bustos González.
- Mông Cổ – Azzaya Tsogt-Ochir đã được thay thế bởi Myagmarnaran Munkhbold.
- Nicaragua – Sugey Ruiz đã được thay thế bởi Isabella Salgado.
- Philippines – Ashley Subijano Montenegro đã được thay thế bởi Annabelle Mae McDonnell.
- Ba Lan – Aleksandra Kielan đã được thay thế bởi Sylwia Bober.
- Ukraine – Diana Dudka đã được thay thế bởi Anastasiia Panova.
- Venezuela – Claudymar Sarah Oropeza Avanzo đã được thay thế bởi Lady Di Mosquera.
- Việt Nam – Nguyễn Thị Quỳnh Nga đã được thay thế bởi Đặng Dương Thanh Thanh Huyền.

## Tranh cãi

### Sự trì hoãn trong khâu tổ chức của cuộc thi
Theo dự kiến ban đầu, cuộc thi sẽ được tổ chức vào tháng 3 năm 2020. Tuy nhiên, trước tình hình diễn biến ngày càng phức tạp và sự ảnh hưởng nghiêm trọng đại dịch COVID-19 ở thời điểm đó, ban tổ chức quyết định lùi ngày tổ chức vô thời hạn mặc dù đã hoàn tất các khâu chuẩn bị. Vào tháng 3 năm 2022, Ban tổ chức tiếp tục thông báo cuộc thi sẽ tiếp tục bị hoãn thay vì tổ chức như kế hoạch từ ngày 10 đến ngày 24 tháng 4 vì nhiều lý do như tình hình chiến sự sau khi Nga xâm lược Ukraine cũng như tình hình dịch bệnh tại Việt Nam lúc bấy giờ.
Do thời gian chờ đợi quá lâu nên một số thí sinh đến từ những nước như Thái Lan, Trung Quốc, Paraquay đã thông báo rút lui. Thậm chí các đại diện của Canada, Indonesia, Mông Cổ, Tanzania có người đã kết hôn và sinh con.
Sau nhiều lần trì hoãn do đại dịch COVID-19, năm 2023 cuộc thi chính thức được tổ chức, mùa giải đầu tiên đã diễn ra vào tháng 02 năm 2023.

### Tổ chức Hoa hậu Hòa bình Quốc tế yêu cầu thí sinh không được tham dự
Trước khi cuộc thi diễn ra, chủ tịch của Tổ chức Hoa hậu Hòa bình Quốc tế - Nawat Itsaragrisil từng gửi yêu cầu các giám đốc quốc gia thuộc tổ chức này không gửi thí sinh tham gia cuộc thi. Cụ thể, nguyên văn email viết: "Gần đây có một cuộc thi quốc tế mới nguồn gốc từ Việt Nam đã liên hệ nhiều Hoa hậu cấp quốc gia của chúng tôi để tham dự cuộc thi quốc tế đầu tiên của Việt Nam. Chúng tôi muốn làm rõ rằng MGI không liên quan đến tổ chức này và không ủng hộ các Hoa Hậu quốc gia có danh hiệu Miss Grand tham gia sự kiện này". Vì lí do đó, Elaine González Cordero - Miss Grand Cuba 2019 buộc phải rút lui khỏi cuộc thi vì cô vẫn đang trong nhiệm kì tại thời điểm đó.
Trước thông tin này, trưởng Ban tổ chức phản hồi: "Chúng tôi xin phép không bình luận gì về hoạt động của những tổ chức hoa hậu khác. Chúng tôi chỉ có thể khẳng định hiện có không ít hơn 80 - 90 quốc gia gửi thư xin dự thi Miss Charm. Tuy nhiên, chúng tôi chỉ chọn khoảng 40 - 50 đại diện các quốc gia dự thi mùa đầu tiên nhằm kiểm soát tốt nhất chất lượng thí sinh cho cuộc thi của mình".
Sau đó, đại diện của Nhật Bản là Ruri Saji vẫn xác nhận tham gia cuộc thi mặc dù cô trước đó từng đạt thành tích Top 20 tại Hoa hậu Hòa bình Quốc tế 2020.

### Đại diện của Ethiopia bỏ thi, tố cuộc thi vô trách nhiệm
Ban đầu, cuộc thi dự kiến có 40 thí sinh tham dự và các thí sinh của cuộc thi sẽ tập trung tại Thành phố Hồ Chí Minh, Việt Nam vào ngày 3 tháng 2 năm 2023 Thế nhưng đại diện đến từ Ethiopia là Bitanya Mohammed Yosef đã rút lui khỏi cuộc thi sau những tranh chấp giữa cô và tổ chức về vấn đề chuyến bay.
Theo đó, người đẹp cho biết: "Tổ chức Miss Charm đã mua nhầm vé cho tôi và khi tôi xác nhận nhầm vé, tổ chức Miss Charm yêu cầu tôi tự mua lại vé mới, tôi rất buồn vì cách làm việc của cuộc thi". Sau đó, người đẹp này tiếp tục thể hiện sự bức xúc khi bị Miss Charm thẳng tay xóa tên khỏi nhóm chat các thí sinh, chê ban tổ chức không chăm sóc chu đáo.
Trên thực tế, ban tổ chức Miss Charm đã xác nhận lịch trình và mua vé máy bay khứ hồi cho cả 40 thí sinh, nhưng vì đại diện Ethiopia đi du lịch Mỹ sát ngày nên bị lỡ chuyến, buộc tổ chức phải mua vé cho cô bay từ Mỹ đến Việt Nam thay vì từ Ethiopia như thông báo trước đó. Chỉ sau đó ít lâu, chính cô cũng chia sẻ rằng: "Tổ chức Miss Charm đã liên hệ với tôi và tôi sẽ sang Việt Nam sớm thôi".
Tuy nhiên sau đó, vì lí do chưa rõ mà đại diện của quốc gia này vẫn quyết định không tham gia. Cùng với việc đại diện đến từ Nigeria là Aramide Oluwatobi Lopez đã thông báo sẽ không tham dự và rút khỏi cuộc thi, số thí sinh chính thức tham dự giảm xuống còn 38 người.

### Sự thiếu chuyên nghiệp trong cách tổ chức phần thi áo tắm
Ngay từ đầu buổi phát sóng, việc các điều phối viên sự kiện liên tục lọt vào ống kính một cách kém duyên đã tạo ấn tượng không mấy tốt đẹp với fans quốc tế. Kế đó, dàn ban giám khảo cũng bị cộng đồng mạng chỉ trích khi tiện tay vứt hoa xuống bên đường, thiếu tập trung khi thí sinh trình diễn mà chỉ chăm chăm nhìn vào màn hình điện thoại. Góc quay từ camera cũng được đánh giá là thiếu chất lượng, không rõ nét cũng như di chuyển khung hình một cách tùy hứng, không theo một quy chuẩn nào cụ thể. Không chỉ vậy, ống kính thường xuyên quay cận vào khán giả hết sức không cần thiết, ngược lại những bước catwalk của thí sinh lại không được chú trọng.
Trước phản ứng của dư luận, phía BTC đã ngay lập tức có động thái xin lỗi người hâm mộ trong nước và cả quốc tế. Theo BTC, phía nhà tài trợ Fizen đã chủ động lên kế hoạch tất cả mọi thứ từ người dẫn chương trình đến đội ngũ quay phim nên không thể kiểm soát chặt chẽ được chất lượng buổi phát sóng. Phía Fizen cũng chia sẻ rằng: "Fizen là một startup công nghệ, nỗ lực đồng tổ chức cùng Ban tổ chức một sự kiện quốc tế, đã không tránh khỏi thiếu sót".